# Вилбал Клуб Војводина
Вилбал Клуб Војводина, познат као Војводина и колоквијално Воша, професионални је вилбалски клуб из Новог Сада и још увек није део СД Војводина. Основан је 6. маја 2014. године и важи за први вилбал клуб на простору Србије. 

## Историја

### Почетак
Клуб је основан 6. маја 2014. заслугом лучких радника и њихових пријатеља. Понети идејом да развију први српски тимски спорт, тада мало популарној и знаној игри, решили су да уз Велику подршку једине државне луке Лука Нови Сад оснују вилбалски клуб који би представљао Нови Сад. За име новосадског клуба узет је назив Војводина, како би се нагласила територијална припадност.
Прва ревијална вилбалска утакмица је симболично требала да се одигра 2014. у оквиру прославе 100 година од оснивања ФК Војводина на стадиону Карађорђе у Новом Саду, међутим због катастрофалних поплава које су те године задесиле становнике Србије у Обреновцу и Јаши Томићу, ова утакмица није одржана. 
Први званични наступ Вилбал Клуб Војводина је имао 2017.године у Владичином Хану где је као учесник освојио велики пехар Видовданског вилбалског Купа и окитио се признањима за најбољег голмана, најбољег вилбалера и најбољег голгетера.
Шампионски тим Војводине чинили су те 2017.године: голман Игор Лења, др Милан Мишић, капитен Драган Пањковић, Милан Ћирић, Дејан Томашевић, Жељко Богданов, Мирко Ерак, Немања Кајтез, Јарослав Фабри, Ненад Миленковић, Владимир Рупар, Гојко Пујић, Александар Накић, Мирослав Семартонски, Игор Кања, Саша Петковић, Игор Клајн, Станислав Хашка и Владимир Фабри.